# IC 2242
IC 2242 ist ein Stern im Sternbild Cancer. Das Objekt wurde am 9. Januar 1901 von Max Wolf entdeckt und fälschlicherweise in den Index-Katalog aufgenommen.